# Yuan Weiwei
Pour les articles homonymes, voir Weiwei.
Dans ce nom chinois, le nom de famille, Yuan, précède le nom personnel.
Yuan Weiwei (né le 25 novembre 1985 à Tianjin) est un footballeur chinois qui joue au poste de défenseur.
Il évolue actuellement à Shandong Luneng Taishan en Super ligue chinois. Il participe aux Jeux olympiques de 2008.

## Carrière

### Carrière en club
Il commence sa carrière professionnelle en 2003 en jouant avec Shandong Luneng Taishan comme arrière droit.
En 2008, Yuan Weiwei inscrit 21 buts en Super ligue Chinoise.

### Carrière internationale
Il fait ses débuts pour l'équipe nationale dans un match amical contre l'équipe nationale de la Jordanie en 2007, que la Chine gagne 2-0.

## Palmarès
- Championnat de Chine : 2006 et 2008
- Coupe de Chine : 2004